# Cui bono
Cui bono je latinska poslovica, odnosno izraz koji doslovno znači "u čiju korist" ili "kome u prilog", a koja se rabi kako bi se kroz mogući motiv moglo špekulirati o počinitelju nekog zločina ili poticatelju nekog događaja. 

## Etimologija
Izraz je koristio rimski orator i državnik Marko Tulije Ciceron u svom govoru Pro Roscio Amerino, pri čemu je izraz cui bono pripisao konzulu i cenzoru Luciju Kasiju Longinu Ravili.
L. Cassius ille quem populus Romanus verissimum et sapientissimum iudicem putabat identidem in causis quaerere solebat 'cui bono' fuisset.
Znameniti Lucije Kasije, koga su Rimljani znali smatrati vrlo poštenim i mudrim sucem, imao je običaj u parnicama stalno pitati "u čiju korist" se nešto zbilo.
Još jedan primjer Ciceronovog korištenja izraza "cui bono" nalazi se u obrani Milona, tj. u govoru Pro Milone. U njemu spominje "Kasijevu maksimu": "neka se primijeni Kasijeva maksima".